# Haas VF-22
O Haas VF-22 é o modelo de carro de corrida construído pela equipe Haas F1 Team para a disputa do Campeonato Mundial de Fórmula 1 de 2022, pilotado por Kevin Magnussen e Mick Schumacher.